# Araneus lenzi
Araneus lenzi là một loài nhện trong họ Araneidae.
Loài này thuộc chi Araneus. Araneus lenzi được Carl Friedrich Roewer miêu tả năm 1942.